# Тимирязевский парк
Тимиря́зевский парк (Лесная опытная дача РГАУ-МСХА им. К. А. Тимирязева) — лесопарк на севере Москвы. Расположен в Тимирязевском районе Северного административного округа. Площадь парка — 232 га. Территория парка находится в федеральной собственности.

## История

Село Петровское и лесной массив в 1818 году. Будущий Тимирязевский парк.

История парка насчитывает несколько столетий. В XVI веке здесь находилось село Семчино, позднее переименованное в Петровско-Разумовское. В XVII веке село принадлежало К. П. Нарышкину, деду Петра I. Известно, что Пётр тоже бывал в лесном массиве и лично посадил несколько дубов.
В 1865 году на этих землях была основана Петровская земледельческая и лесная академия. Организацией Лесной опытной дачи занялся известный лесовод А. Р. Варгас-де-Бедемар. Под его руководством лесной массив был поделён просеками на 14 кварталов. Начиная с 1865 года на территории Лесной опытной дачи проводятся научные исследования, направленные на изучение роста и продуктивности древостоев основных лесообразующих пород. Опытные посадки создавались под руководством таких известных лесоводов, как М. К. Турский, Н. С. Нестеров, В. П. Тимофеев.

## Объекты на территории парка
На территории парка в настоящее время находятся:
- Селекционная станция им. Н. Н. Тимофеева, созданная в 1992 году МСХА им. К. А. Тимирязева для сохранения научной школы селекции овощных культур, основателем которой является профессор А. В. Крючков[5].
- УНЦ «Овощная станция имени В. И. Эдельштейна». Основал эту станцию В. И. Эдельштейн в 1918 году.

С 1965 года — носит его имя. В 2000—2002 годы проведена реконструкция и построены новые теплицы на овощной станции. Был построен комплекс пленочных теплиц разных модификаций, производства французской компании «Richel serres de France», общей площадью 1,1 га. Теплицы оборудованы системой контроля микроклимата и автоматизированной системой полива с внесением удобрений.
- Лаборатория агрохимического почвоведения[7].
- Лаборатория плодоводства[8].
- Лаборатория цветоводства[9].
- Метеорологическая обсерватория имени В. А. Михельсона[10].
- Ботанический сад[11].
- Дендрологический сад имени Р. И. Шредера[12].
- Конно-спортивный комплекс[13].
- Лесная опытная дача[14].
- В Северной части парка находится Большой Садовый пруд.
- Через парк протекает река Жабенка (преимущественно в подземном коллекторе).
- Крохотное[источник не указан 2229 дней] кладбище, на котором похоронены около дюжины профессоров, докторов и кандидатов наук, чья работа была связана с сельским хозяйством, а также некоторые члены их семей[источник не указан 2229 дней][15]. Также две могилы 1926 и 1946 годов захоронения находятся рядом с «Тропой юного лесовода»[источник не указан 2229 дней]

Вход в парк со стороны улицы Вучетича
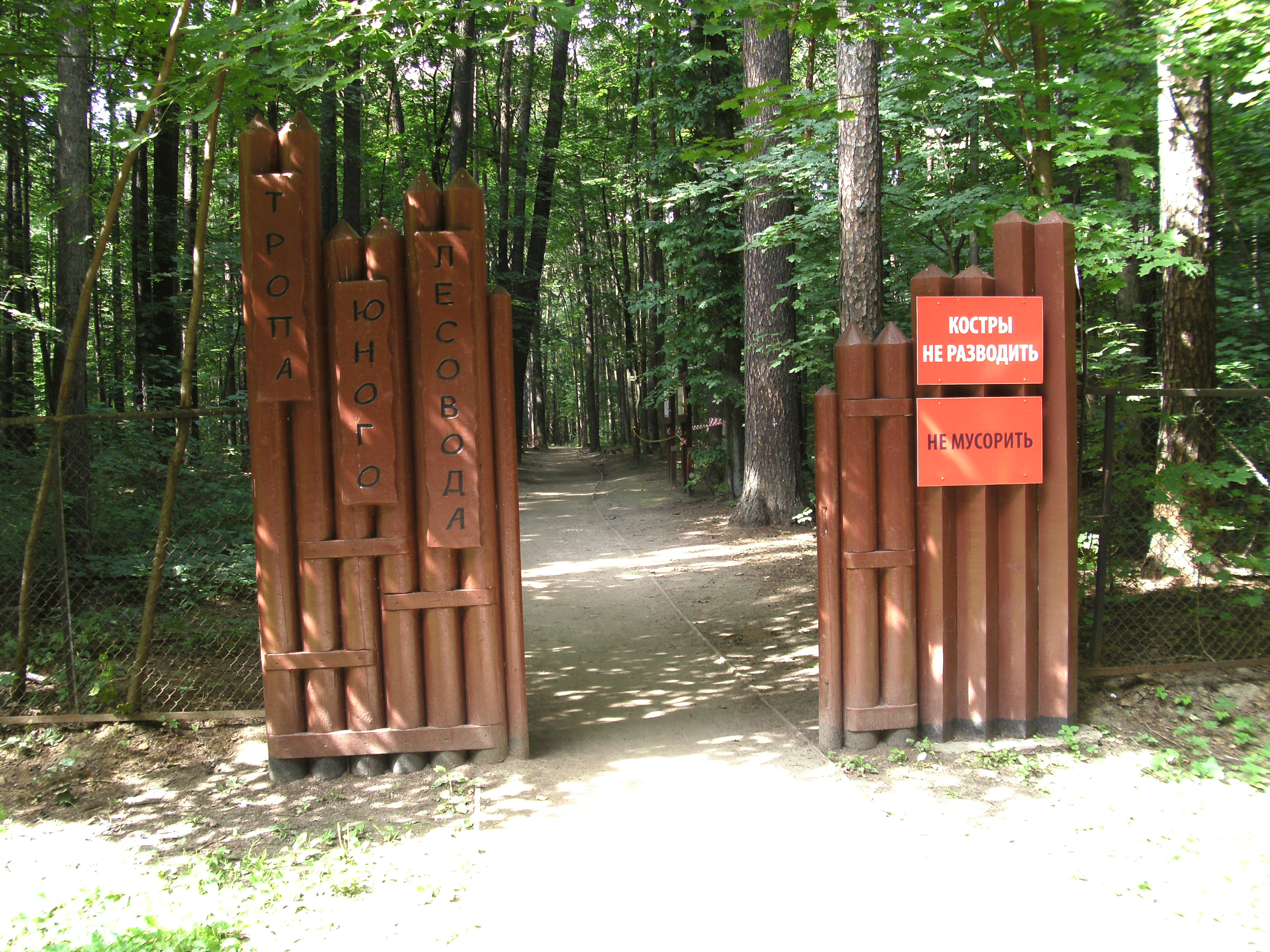
«Тропа юного лесовода»
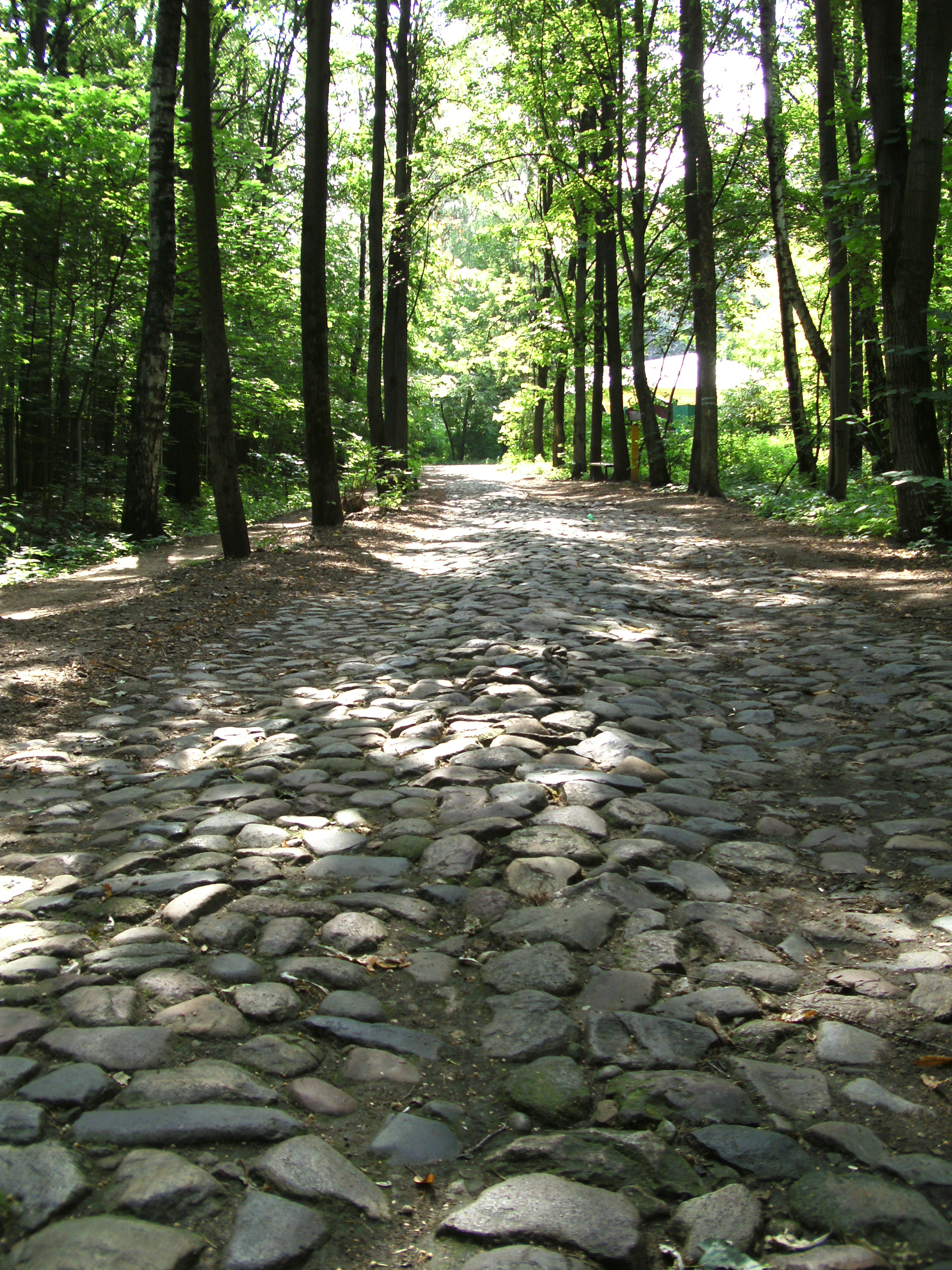
«Берёзовая аллея»
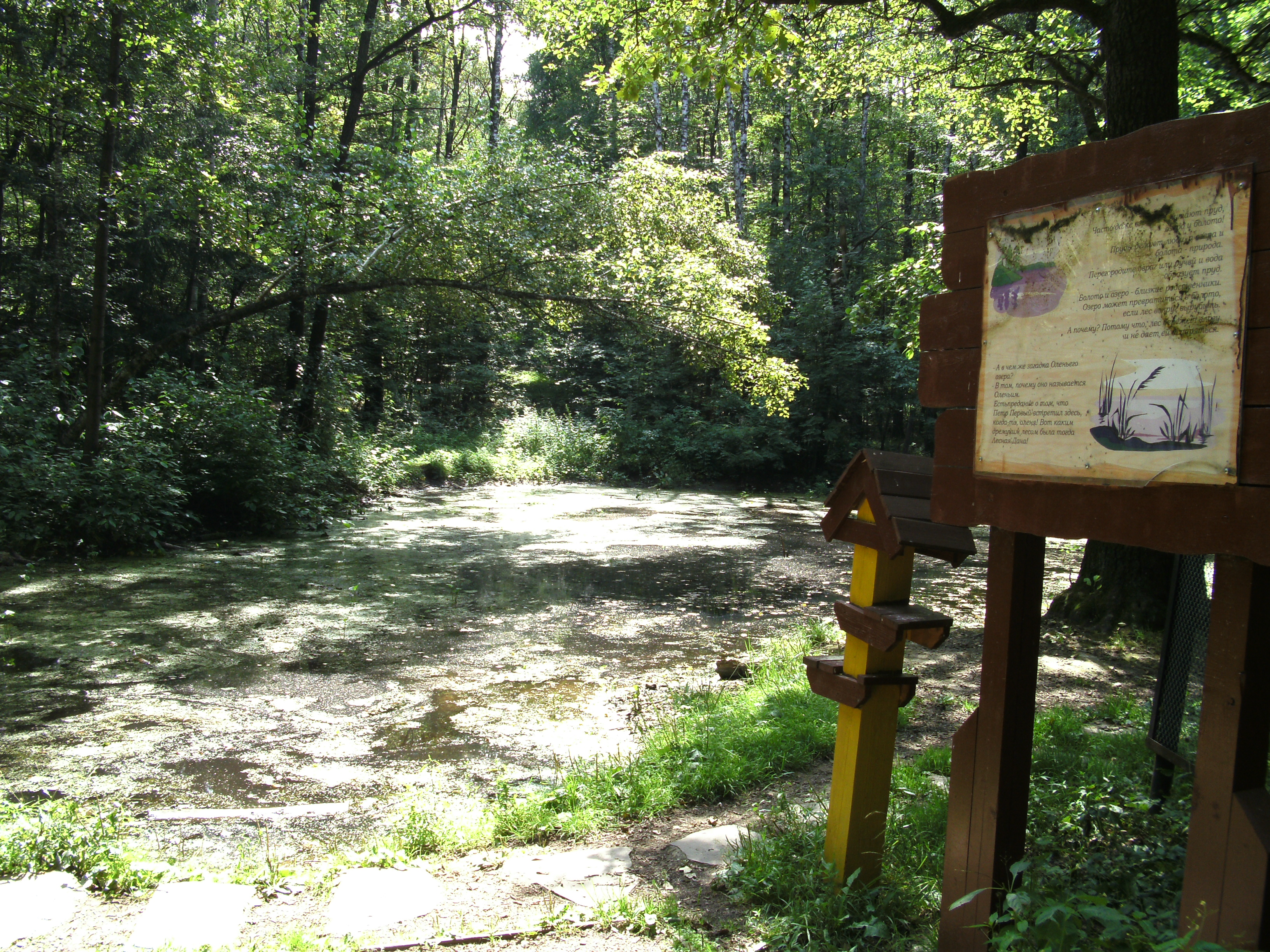
Оленье озеро
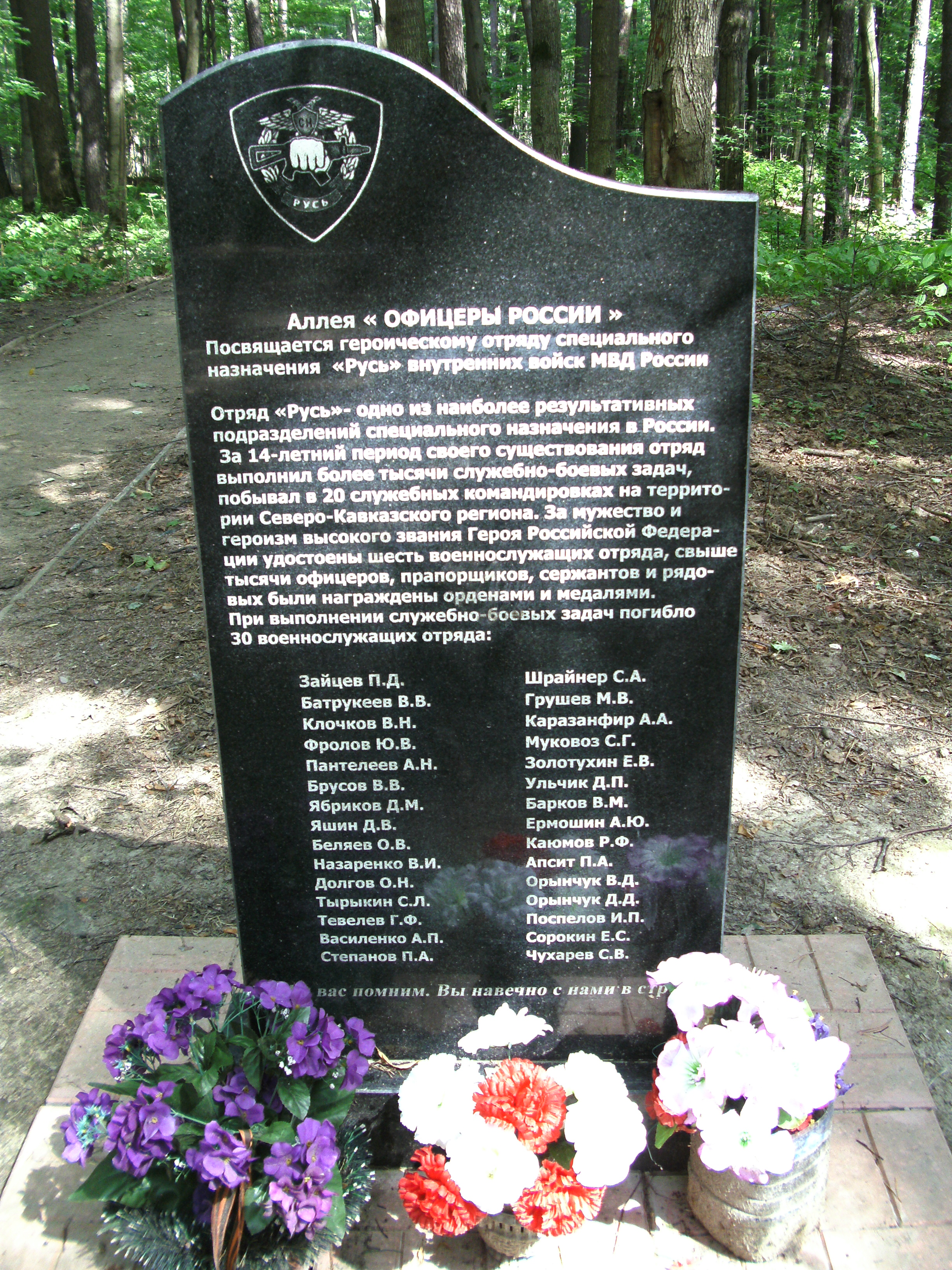
Обелиск погибшим при выполнении служебно-боевых задач бойцам отряда специального назначения «Русь» ВВ МВД РФ

## Проблемы парка
Тимирязевский парк является популярным местом отдыха москвичей. Некоторые посетители парка устраивают пикники и разводят костры, что создаёт угрозу лесного пожара. Кроме того, посетители оставляют большое количество мусора.
Серьёзную угрозу для зелёных насаждений представляют различные стройки вблизи границы парка. Строительные работы приводят к заболачиванию парка, вследствие чего деревья могут подгнивать.

## Флора и фауна
Тимирязевский парк является местом, где сохранились природные популяции амфибий в Москве. Так, в парке отмечены травяные лягушки, остромордые лягушки, озерные лягушки и обыкновенные тритоны.